# Timpa di S.Lorenzo
Timpa di S.Lorenzo este o arie protejată (arie specială de conservare — SAC, sit de importanță comunitară — SCI) din Italia întinsă pe o suprafață de 150 ha, integral pe uscat.

## Localizare
Centrul sitului Timpa di S.Lorenzo este situat la coordonatele 39°54′15″N 16°17′22″E / 39.904167°N 16.289444°E.

## Înființare
Situl Timpa di S.Lorenzo a fost declarat sit de importanță comunitară în septembrie 1995 pentru a proteja 16 specii de animale. Situl a fost protejat și ca arie specială de conservare în iunie 2017.

## Biodiversitate
Situată în ecoregiunea mediteraneană, aria protejată conține 6 habitate naturale: Pajiști uscate seminaturale și facies de acoperire cu tufișuri pe substraturi calcaroase (Festuco-Brometalia) (* situri importante pentru orhidee), Păduri aluvionare cu Alnus glutinosa și Fraxinus excelsior (Alno-Padion, Alnion incanae, Salicion albae), Păduri de Quercus ilex și Quercus rotundifolia, Grohotișuri termofile și vest-mediteraneene, Matorral arborescenți cu Juniperus spp., Pante stâncoase calcaroase cu vegetație casmofită.
La baza desemnării sitului se află mai multe specii protejate:
- păsări (14): potârnichea de stâncă (Alectoris graeca), fâsă-de-câmp (Anthus campestris), acvilă de munte (Aquila chrysaetos), caprimulg (Caprimulgus europaeus), șerpar (Circaetus gallicus), erete vânăt (Circus cyaneus), șoim călător (Falco peregrinus), vulturul pleșuv sur (Gyps fulvus), sfrâncioc roșiatic (Lanius collurio), ciocârlie de pădure (Lullula arborea), gaia roșie (Milvus milvus), vultur egiptean (Neophron percnopterus), viespar (Pernis apivorus), Prunella collaris
- nevertebrate (2): Euplagia quadripunctaria, Melanargia arge

Pe lângă speciile protejate, pe teritoriul sitului au mai fost identificate 6 specii de plante, 1 specie de nevertebrate, 3 specii de reptile.